# Manana Gamsachurdia
Manana Gamsachurdia, pierwotnie Manana Arczwadze – żona Zwiada Gamsachurdii, pierwszego prezydenta II republiki Gruzińskiej i pierwsza dama kraju w latach 1991–1992.

## Życiorys
Z wykształcenia jest lekarzem pediatrą. W latach 1991–1992 pełniła obowiązki pierwszej damy. Po obaleniu prezydenta Gamsachurdii w 1992 uciekła wraz z nim do Armenii, później do Groznego, gdzie mieszkała do 1997.
W 1997 zdecydowała się na powrót do Tbilisi, stanęła na czele „gabinetu cieni” opozycyjnego wobec rządów Eduarda Szewardnadzego. Od czasu powrotu do Gruzji walczy o rehabilitację pamięci o mężu. Odnosiła się krytycznie do władz Gruzji wyłonionych w wyniku rewolucji róż. 1 kwietnia 2007 wraz z prezydentem Saakaszwilim wzięła udział w uroczystym pochowaniu szczątków swego męża w katedrze w Tbilisi.